# Steven Adams
Pour les articles homonymes, voir Adams.
Steven Funaki Adams, né le 20 juillet 1993 à Rotorua en Nouvelle-Zélande, est un joueur néo-zélandais de basket-ball évoluant au poste de pivot.
Après une saison avec les Wellington Saints dans son pays d'origine, Adams déménage aux États-Unis en 2012 pour jouer au basket-ball universitaire avec les Panthers de Pittsburgh. En juin 2013, il est sélectionné en 12e position de la draft par le Thunder d'Oklahoma City.

## Biographie

### Carrière professionnelle

#### Wellington Saints (2011) et université de Pittsburg (2012-2013)
En 2011, Adams joue pour les Wellington Saints dans la National Basketball League en Nouvelle-Zélande. Il n'est pas payé par les Saints afin de conserver son admissibilité à l'université. Il est nommé meilleur joueur de première année de l'année NBL et aide les Saints à remporter le championnat.
En 15 matchs pour les Saints, il a des moyennes de 5,5 points et 4,1 rebonds par match.
Adams est repéré grâce au réseau néozélandais de Jamie Dixon (en), ancien joueur professionnel en Nouvelle-Zélande et entraîneur de  l'équipe masculine de basket de l'université de Pittsburgh qui le fait venir aux États-Unis.

#### Thunder d'Oklahoma City (2013-2020)
Le 27 juin 2013, il est choisi en douzième position de la draft par le Thunder d'Oklahoma City et devient le premier joueur néo-zélandais à être choisi au premier tour d'une Draft de la NBA.

#### Pelicans de La Nouvelle-Orléans (2020-2021)
Le 21 novembre 2020, après sept saisons au Thunder d'Oklahoma City, il est envoyé aux Pelicans de La Nouvelle-Orléans dans le cadre d'un échange à quatre équipes. Le 24 novembre 2020, il prolonge pour deux saisons supplémentaires et 35 millions de dollars.

#### Grizzlies de Memphis (2021-2024)
Le 7 août 2021, il est transféré aux Grizzlies de Memphis en compagnie d'Eric Bledsoe et en échange de Jonas Valančiūnas.
Il subit en janvier 2023 une entorse du ligament croisé postérieur du genou droit. Sa convalescence qui s'effectue sans intervention chirurgicale n'empêche pas le genou de conserver une « instabilité ». Quelques jours avant le début de la saison régulière 2023-2024, les Grizzlies de Memphis annoncent une opération chirurgicale à venir pour Adams et une indisponibilité estimée à l'ensemble de la saison.

#### Rockets de Houston (depuis 2024)
Alors qu'il est toujours indisponible, il est transféré le 2 février vers les Rockets de Houston contre son ancien coéquipier Victor Oladipo et 3 seconds tours de draft.
À l’issue de la saison 2024-2025, Steven Adams devient libre. Il choisit toutefois de rester avec la franchise texane en signant un nouveau contrat de trois ans pour un montant total de 39 millions de dollars, le 14 juin 2025.

### Vie privée
Il est le frère de Valerie Adams, double championne olympique et huit fois championne du monde de lancer du poids et de Lisa Adams, championne du monde de lancer du poids handisport.

## Palmarès
- NBA All-Rookie Second Team en 2013-2014.

## Statistiques

### Universitaires
| Saison    | Équipe     | Matchs | Titul. | Min./m | % Tir | % 3pts | % LF | Rbds/m. | Pass/m. | Int/m. | Ctr/m. | Pts/m. |
| --------- | ---------- | ------ | ------ | ------ | ----- | ------ | ---- | ------- | ------- | ------ | ------ | ------ |
| 2012-2013 | Pittsburgh | 32     | 32     | 23,4   | 57,1  | 0,0    | 44,3 | 6,34    | 0,62    | 0,66   | 2,03   | 7,22   |
| Carrière  | Carrière   | 32     | 32     | 23,4   | 57,1  | 0,0    | 44,3 | 6,34    | 0,62    | 0,66   | 2,03   | 7,22   |

### Professionnelles
gras = ses meilleures performances

#### Saison régulière
| Saison    | Équipe              | Matchs | Titul. | Min./m | % Tir | % 3pts | % LF | Rbds/m. | Pass/m. | Int/m. | Ctr/m. | Pts/m. |
| --------- | ------------------- | ------ | ------ | ------ | ----- | ------ | ---- | ------- | ------- | ------ | ------ | ------ |
| 2013-2014 | Oklahoma City       | 81     | 20     | 14,8   | 50,3  | 0,0    | 58,1 | 4,10    | 0,53    | 0,49   | 0,70   | 3,27   |
| 2014-2015 | Oklahoma City       | 70     | 67     | 25,3   | 54,4  | 0,0    | 50,2 | 7,47    | 0,94    | 0,54   | 1,23   | 7,67   |
| 2015-2016 | Oklahoma City       | 80     | 80     | 25,2   | 61,3  | 0,0    | 58,2 | 6,66    | 0,78    | 0,53   | 1,11   | 7,95   |
| 2016-2017 | Oklahoma City       | 80     | 80     | 29,9   | 57,1  | 0,0    | 61,1 | 7,66    | 1,07    | 1,11   | 0,97   | 11,31  |
| 2017-2018 | Oklahoma City       | 76     | 76     | 32,7   | 62,9  | 0,0    | 55,9 | 9,01    | 1,16    | 1,21   | 1,03   | 13,89  |
| 2018-2019 | Oklahoma City       | 80     | 80     | 33,4   | 59,5  | 0,0    | 50,0 | 9,50    | 1,55    | 1,46   | 0,95   | 13,85  |
| 2019-2020 | Oklahoma City       | 63     | 63     | 26,7   | 59,2  | 33,3   | 58,2 | 9,25    | 2,32    | 0,81   | 1,06   | 10,86  |
| 2020-2021 | La Nouvelle-Orléans | 58     | 58     | 27,7   | 61,4  | 0,0    | 44,4 | 8,90    | 1,90    | 0,90   | 0,70   | 7,60   |
| 2021-2022 | Memphis             | 76     | 75     | 26,3   | 54,7  | 0,0    | 54,3 | 10,00   | 3,40    | 0,90   | 0,80   | 6,90   |
| 2022-2023 | Memphis             | 42     | 42     | 27,0   | 59,7  | 0,0    | 36,4 | 11,50   | 2,30    | 0,90   | 1,10   | 8,60   |
| Carrière  | Carrière            | 706    | 641    | 26,8   | 58,7  | 6,7    | 53,6 | 8,20    | 1,50    | 0,90   | 1,00   | 9,20   |

Mise à jour le 23 octobre 2023

#### Playoffs
| Saison   | Équipe        | Matchs | Titul. | Min./m | % Tir | % 3pts | % LF | Rbds/m. | Pass/m. | Int/m. | Ctr/m. | Pts/m. |
| -------- | ------------- | ------ | ------ | ------ | ----- | ------ | ---- | ------- | ------- | ------ | ------ | ------ |
| 2014     | Oklahoma City | 18     | 0      | 18,4   | 68,9  | 0,0    | 34,8 | 4,11    | 0,22    | 0,06   | 1,33   | 3,89   |
| 2016     | Oklahoma City | 18     | 18     | 30,7   | 61,3  | 0,0    | 63,0 | 9,50    | 0,72    | 0,50   | 0,78   | 10,11  |
| 2017     | Oklahoma City | 5      | 5      | 31,4   | 64,3  | 0,0    | 36,4 | 6,80    | 1,40    | 1,20   | 1,80   | 8,00   |
| 2018     | Oklahoma City | 6      | 6      | 33,4   | 58,7  | 0,0    | 69,2 | 7,50    | 1,50    | 0,67   | 0,67   | 10,50  |
| 2019     | Oklahoma City | 5      | 5      | 31,8   | 66,7  | 0,0    | 37,5 | 7,20    | 1,40    | 1,00   | 1,00   | 11,80  |
| 2020     | Oklahoma City | 7      | 7      | 30,0   | 59,6  | 0,0    | 45,0 | 11,57   | 1,29    | 0,57   | 0,29   | 10,14  |
| 2022     | Memphis       | 7      | 5      | 16,2   | 42,9  | 0,0    | 54,5 | 6,40    | 2,10    | 0,10   | 0,10   | 3,40   |
| Carrière | Carrière      | 66     | 46     | 26,1   | 61,4  | 0,0    | 53,5 | 7,40    | 1,00    | 0,50   | 0,90   | 7,70   |

Mise à jour le 13 juillet 2022

## Records sur une rencontre en NBA
Les records personnels de Steven Adams en NBA sont les suivants, :
| Type de statistique        | Saison régulière | Saison régulière                  | Saison régulière  | Playoffs | Playoffs                    | Playoffs      |
| Type de statistique        | Record           | Adversaire                        | Date              | Record   | Adversaire                  | Date          |
| -------------------------- | ---------------- | --------------------------------- | ----------------- | -------- | --------------------------- | ------------- |
| Points                     | 27               | Timberwolves du Minnesota         | 1er décembre 2017 | 19       | @ Jazz de l'Utah            | 27 avril 2018 |
| Paniers marqués            | 12               | 2 fois                            | 2 fois            | 9        | @ Jazz de l'Utah            | 27 avril 2018 |
| Paniers tentés             | 20               | @ Nuggets de Denver               | 14 décembre 2018  | 14       | @ Trail Blazers de Portland | 14 avril 2019 |
| Paniers à 3 points réussis | 1                | @ Pelicans de La Nouvelle-Orléans | 13 février 2020   | -        | -                           | -             |
| Paniers à 3 points tentés  | 1                | 14 fois                           | 14 fois           | 1        | 3 fois                      | 3 fois        |
| Lancers francs réussis     | 8                | 3 fois                            | 3 fois            | 9        | @ Warriors de Golden State  | 2 mai 2025    |
| Lancers francs tentés      | 12               | 3 fois                            | 3 fois            | 16       | @ Warriors de Golden State  | 2 mai 2025    |
| Rebonds offensifs          | 12               | Cavaliers de Cleveland            | 13 février 2018   | 9        | Rockets de Houston          | 31 août 2020  |
| Rebonds défensifs          | 16               | @ Wizards de Washington           | 21 janvier 2015   | 14       | @ Spurs de San Antonio      | 2 mai 2016    |
| Rebonds totaux             | 23               | 2 fois                            | 2 fois            | 17       | @ Spurs de San Antonio      | 2 mai 2016    |
| Passes décisives           | 10               | Thunder d'Oklahoma City           | 6 janvier 2021    | 3        | 7 fois                      | 7 fois        |
| Interceptions              | 6                | Nuggets de Denver                 | 24 mars 2014      | 3        | @ Trail Blazers de Portland | 14 avril 2019 |
| Contres                    | 6                | Rockets de Houston                | 16 novembre 2014  | 5        | @ Grizzlies de Memphis      | 1er mai 2014  |
| Balles perdues             | 6                | 3 fois                            | 3 fois            | 4        | 2 fois                      | 2 fois        |
| Minutes jouées             | 51               | @ 76ers de Philadelphie           | 15 décembre 2017  | 41       | Spurs de San Antonio        | 6 mai 2016    |

- Double-double : 168 (dont 11 en playoffs)
- Triple-double : 1

Dernière mise à jour : 23 mars 2025

## Salaires
| Saison      | Équipe              | Salaire       |
| ----------- | ------------------- | ------------- |
| 2013-2014   | Oklahoma City       | 2 090 880 $   |
| 2014-2015   | Oklahoma City       | 2 184 960 $   |
| 2015-2016   | Oklahoma City       | 2 279 040 $   |
| 2016-2017   | Oklahoma City       | 3 140 517 $   |
| 2017-2018   | Oklahoma City       | 22 471 910 $  |
| 2018-2019   | Oklahoma City       | 24 157 304 $  |
| 2019-2020   | Oklahoma City       | 25 842 697 $  |
| 2020-2021   | La Nouvelle-Orléans | 29 592 695 $  |
| 2021-2022   | Memphis             | 17 073 171 $  |
| 2022-2023   | Memphis             | 17 926 829 $  |
| Total Gains | Total Gains         | 146 760 003 $ |
| 2023-2024   | Memphis             | 12 600 000 $  |
| 2024-2025   | Memphis             | 12 600 000 $  |